# Književnost u 1989.
◄◄ | ◄ | 1986. | 1987. | 1988. | 1989.  | 1990. | 1991. | 1992. | ► | ►►
Arhitektura • Astronautika • Astronomija • Biologija • Film • Fotografija • Glazba • Kazalište • Kemija • Kiparstvo • Knjige • Književnost • Kršćanstvo • Meteorologija • Medicina • Planinarstvo • Politika • Pravo • Promet • Slikarstvo • Strip • Šport • Televizija • Znanost • Zrakoplovstvo • Željeznički promet
Književnost u 1989.

## Svijet

### Nagrade i priznanja
- Nobelova nagrada za književnost:

### Smrti
- 22. prosinca – Samuel Beckett, irski dramatičar i romanopisac (* 1906.)

## Hrvatska i u Hrvata

### Književna djela
- Duh u močvari Ante Gardaša

## Vanjske poveznice
|  | Zajednički poslužitelj ima još gradiva o temi Književnost u 1989. |